# Associazione Sportiva Dilettantistica Chieri
L'A.S.D. Chieri, nota semplicemente come Chieri, è una società calcistica italiana con sede nella città di Chieri, in provincia di Torino.
Fondata nel 1955, è per tradizione sportiva la terza realtà calcistica della provincia d'appartenenza, dopo le maggiori squadre del capoluogo, avendo militato per tanta parte della propria storia ai massimi livelli del dilettantismo; ha inoltre vinto una Coppa Italia Serie D.
Nella stagione 2025-26 militerà in Eccellenza, quinta divisione del campionato italiano di calcio.

## Storia
Il calcio a Chieri aveva già una buona tradizione tra i due conflitti mondiali: una squadra cittadina arrivò a disputare il massimo campionato regionale, precisamente nel 1926-1927, nel 1933-1934 e nel 1936-1937.
Gli sconvolgimenti dovuti al periodo pre-bellico segnano una battuta d'arresto, che termina l’8 agosto 1955, quando con l’invio dello statuto societario alla Federazione Italiana Giuoco Calcio, nasce l'Associazione Calcio Chieri; il documento porta le firme del presidente Giovanni Tinelli, del segretario Giovanni Stacchino e del consigliere Vittorio Vergnano.
L'A.C. Chieri si guadagna subito la Serie D, quarta categoria nazionale, vivendo dal 1960 al 1966 un periodo di buoni risultati; altre due stagioni in Interregionale (all’epoca la denominazione della massima divisione dilettantistica) dal 1990 al 1992 intervallano cinque decenni di campionati regionali, spesso di vertice.
Nel 2009 arriva la fusione con la Rivarolese e la ridenominazione in A.S.D. Calcio Chieri 1955 (la forma societaria diviene associazione sportiva dilettantistica); contestualmente la prima squadra torna stabilmente in Serie D.
Nel 2013, dopo trent’anni di presidenza, Edoardo Benedicenti passa il testimone a Luca Gandini, che prosegue l'opera di rafforzamento strutturale e operativo.
Nella stagione 2016-2017 il Chieri vince la Coppa Italia Serie D, battendo in finale per 2-1 l'Albalonga.
Nel 2021 la denominazione viene mutata in A.S.D. Chieri, riavvicinandosi alla ragione sociale originaria.

## Colori e simboli
Il colore sociale del Chieri è l'azzurro, che connota le casacche delle formazioni calcistiche cittadine fin dai primi anni 1920.
Simbologicamente, la squadra si riconosce nello stemma civico di Chieri (Inquartato, nel primo e nel quarto d'argento alla croce di rosso, nel secondo e nel terzo di rosso al leone d’oro, illeopardito, passante a sinistra, con la zampa anteriore destra alzata e il capo volto a destra. Sormonta lo scudo la testina del Genio Alato sostenente la corona comitale); i vari redesign che si sono succeduti nel tempo ne hanno modificato gli orpelli, ma senza intaccare la filosofia di base.

Logo in uso fino al 2021

## Strutture

### Stadio
Fino al 1996 il Chieri ha giocato le proprie gare interne al campo sportivo comunale di corso Bruno Buozzi; gli è poi subentrato lo stadio Piero De Paoli, situato all’interno del centro sportivo San Silvestro. Intitolato alla memoria del dirigente sportivo Piero De Paoli, a lungo presidente del club e "padre nobile" del calcio e del ciclismo in città, è un campo polisportivo: attorno al terreno di gioco vi è la pista di atletica leggera. Il pubblico prende posto in una singola tribuna laterale parzialmente coperta.

### Centri di allenamento
Le selezioni societarie sostengono la preparazione al centro sportivo intitolato alla memoria del calciatore Roberto Rosato, tra i maggiori esponenti del calcio chierese.
Il complesso si estende su circa 22.000 m² ed è a sua volta ricompreso nel cluster del San Silvestro. Inaugurato sotto la presidenza Gandini, dispone di 4 campi da calcio a 5, 7, 9 e 11 in erba naturale e sintetica con annesse tribune, aree verdi, spogliatoi, uffici, palestra, aree polifunzionali e di servizio.

## Società

### Settore giovanile
Le giovanili del Chieri annoverano nel loro palmarès lo scudetto del Campionato Nazionale Juniores 2013-2014 e la vittoria nella classifica Giovani D Valore della Lega Nazionale Dilettanti (che premia le prime tre società di ogni girone di Serie D che hanno concesso il maggior minutaggio a giocatori under-21/20/19/18 durante il campionato, oltre la quota obbligatoria prevista dal regolamento) per le stagioni 2019-2020, 2020-2021.
Il Chieri intrattiene collaborazioni con Real Madrid, Barcellona, Torino e la Juventus, di cui è Academy ufficiale dalla stagione 2020-2021.
Sede della preparazione e delle gare interne delle giovanili azzurre è il centro sportivo Roberto Rosato.

### Impegno nel sociale
Il Chieri coopera a scopo benefico con varie associazioni sportive, culturali e attività commerciali del proprio territorio, tra le quali Africhieri, associazione culturale per l’integrazione di persone extracomunitarie in città, con l’organizzazione di incontri, partite benefiche e raduni periodici, Boots For Africa, il progetto benefico promosso dallo Sheffield FC, con l’obiettivo di raccogliere e donare oltre 1.000.000 di scarpe e attrezzature a bambini africani. e la Croce Rossa Italiana di Chieri.
Alcune iniziative sociali fanno capo direttamente al club:
- Chieri For Special, squadra giovanile dedicata ai ragazzi con disabilità motoria e/o intellettivo/relazionale, impegnata nel campionato di calcio paralimpico e sperimentale di IV Categoria promosso dalla FIGC[7], con il sostegno del CSI e la collaborazione di tutte le componenti del mondo calcistico.
- Chieri Eco Goals[8] prevede la premiazione mensile, per ciascuna categoria della Scuola Calcio, di tutti i bambini e ragazzi che si sono resi protagonisti di comportamenti meritevoli e socialmente responsabili all’interno del proprio gruppo.

### eSports
Dalla stagione 2021-2022 il Chieri ha attivato una propria formazione eSports, che concorre al campionato di eSerieD organizzato dalla Lega Nazionale Dilettanti.

## Allenatori e presidenti
- 1955-1961: Giovanni Tinelli
- 1961-1968: Ferdinando Vergnano
- 1968-1969: Roberto Manolino
- 1969-1973: Severino Guino
- 1973-1975: Beniamino Bonetto
- 1975-1976: Sergio Bagnasacco
- 1976-1979: Antonio Villata
- 1979-1982: Piero De Paoli
- 1982-2013: Edoardo Benedicenti
- 2013-2022: Luca Gandini
- 2022-2023: Stefano Sorrentino
- 2023: Alberto Gusella
- 2023-: Claudio Bello

## Calciatori

### Chieri Forever
L'associazione Chieri Forever costituisce la "hall of fame" azzurra: raggruppa i soci fondatori e i giocatori del primo Chieri (stagione sportiva 1955-1956), i giocatori con almeno 100 presenze nelle partite ufficiali della prima squadra, quelli con trascorsi in Serie A, gli allenatori della prima squadra e tutti gli ex presidenti e i dirigenti più significativi. Il gruppo è protagonista di raduni periodici e artefice di attività benefiche.

## Palmarès

### Competizioni nazionali
- Coppa Italia Serie D: 1

2016-2017

### Competizioni regionali
- Prima Categoria: 2

1959-1960, 1961-1962
- Promozione: 1

1989-1990
- Prima Divisione: 1

1956-1957 (girone C)
- Seconda Divisione: 2

1935-1936 (girone A), 1955-1956 (girone M)
- Coppa Italia Dilettanti Piemonte-Valle d'Aosta: 1

1992-1993

### Competizioni giovanili
- Campionato Juniores Nazionali: 1

2013-2014

## Statistiche individuali
| Maggior numero di presenze 1. Renato Favaretto: 471 in 17 stagioni 2. Piermarco Valoti: 466 in 16 stagioni 3. Riccardo Tinozzi: 429 in 15 stagioni 4. Luigi Canova: 411 in 13 stagioni 5. Franco Caon: 362 in 14 stagioni 6. Guido Sponga: 355 in 12 stagioni 7. Massimiliano Fogliato: 326 in 12 stagioni 8. Enrico Migliore: 265 in 10 stagioni 9. Roberto Manolino: 254 in 13 stagioni 10. Elio Perotti: 252 in 11 stagioni | Maggior numero di reti 1. Gianni Barberis: 120 in 7 stagioni 2. Marcello Crivellari: 91 in 7 stagioni 3. Gianpiero Broi: 91 in 8 stagioni 4. Fabio Pasquero: 75 in 9 stagioni 5. Roberto Manolino: 68 in 13 stagioni 6. Benito Seminara: 52 in 3 stagioni 7. Riccardo Tinozzi: 51 in 15 stagioni 8. Michele Rigoletto: 50 in 5 stagioni 9. Ruggiero Di Corato: 49 in 5 stagioni 10. Pietro Carnà: 48 in 10 stagioni |